# Dinnekothur, Bangarapet
Dinnekothur là một làng thuộc tehsil Bangarapet, huyện Kolar, bang Karnataka, Ấn Độ.